# Пума Свид
Јохана Јусинијеми (енгл. Johanna Jussinniemi; Стокхолм, 13. септембар 1976), познатија под псеудонимом Пума Свид (Puma Swede), шведска је порнографска глумица финског порекла.

## Каријера
Дебитовала је као глумица у индустрији порнографије крајем 2004. године. На почетку каријере је углавном снимала лезбејске сцене. Поред тога, глумила је у великом дијапазону порнографских жанрова, као што су вагинални секс, анални секс, меке сцене и најчешће MILF жанр. Пума је једна од најуспешнијих порно звезда у Шведској.
За себе каже да је бисексуалка. Према сајту ИАФД глумила је у око 170 порно-филмова.

## Награде и номинације
- 2009 АВН награда номинација - Web Starlet of the Year[3]
- 2009 XBIZ награда номинација - Web Babe/Starlet of the Year[4]

## Изабрана филмографија
- Diary of a MILF (2006)
- Naughty Office (2006)
- American Daydreams (2006)
- Diary of a MILF #2 (2007)
- Diary of a MILF #3 (2007)
- My First Sex Teacher (2007)
- Diary of a MILF #4 (2007)
- Diary of a MILF #5 (2008)
- MILF Soup (2007)
- MILF Lessons #16
- MILF’s Like it Big #4 (2008)
- Can he Score #6 (2008)
- Please bang my wife
- Cougars, Kittens and Cock (2012)
- Oil Overload 9 (2013)